# 國分良太
國分 良太（こくぶ りょうた、1993年10月29日 - ）は、日本の俳優、ファッションモデル。

## 略歴
- 阿見町立朝日中学校、茨城県立取手第一高等学校卒業
- 2012年、高等学校卒業、モデルとしての活動を開始する。ファッションショーをメインとしそこから活動の幅を広げていった。
- 2013年、俳優としての活動も開始する。
- 2015年、東京ボーイズコレクション2015に出演。ここから芸能活動の幅を大きく広げていった。同年、大塚進学企画の広告モデルに抜擢。

## 人物
- 趣味：服、ガンダム、美容
- 特技：筋トレ、創作ダンス
- WEGOイオンつくば店のスタッフとして働いていた経験があり、WEGOのTwitterにいくつかの画像が投稿されている[2]。
- 顔立ちが中性であり、ジェンダーレス系男子を目指している。
- 弟がおり、弟も東京ボーイズコレクション2015に出演している。[3]。

## 出演

### テレビ番組
- 櫻井有吉アブナイ夜会（2014年12月11日、TBS） - 再現VTR 菅田将暉 役
- 天てれドラマ（2015年4月29日、NHK BSプレミアム） - VTR アキラ 役
- オトナヘノベル（2015年8月27日、NHK教育テレビ） - VTR 男子高校生 役
- 7時にあいましょう（朝日放送テレビ） - 再現VTR
- 踊る!さんま御殿!!（日本テレビ） - 再現VTR

## モデルとしての活動
- 大塚進学企画広告モデル
- 東京医進学院広告モデル
- マイナビニュース記事モデル
- JERRY（ぶんか社）

### 映画
- 味園ユニバース

### ファッションショー
- 東京ボーイズコレクション2015 -No.33 第60位 124票（2015年3月11日）
- ent-ev. Luv Sense（2015年6月21日）
- 7STAR（2015年7月12日）
- Campus Summit 2015（2015年8月7日）
- Fair Tail（2015年9月5日）[4]

### 雑誌
- Street Jack 7月号（ベストセラーズ、2015年5月23日） - スナップ